# Calamus spinulinervis
Calamus spinulinervis är en enhjärtbladig växtart som beskrevs av Odoardo Beccari. Calamus spinulinervis ingår i släktet Calamus och familjen Arecaceae. Inga underarter finns listade i Catalogue of Life.